# DH오토웨어
주식회사 DH오토웨어(DH Autoware)는 DH글로벌 산하의 차량용 전자장치 기업이다.
중국 청도에 법인을 보유하고 있으며 현대모비스의 자동차 전장 분야 주요 협력업체이다.
2023년 1월 대성엘텍에서 현재의 사명으로 변경하였다.

## 무상감자
자본잠식 해소와 자본금 규모 적정화를 통한 재무구조 개선을 목적으로 보통주 5주를 1주로 병합하는 80% 무상감자하였다.